# 莱伯
莱伯（法語：Lesbœufs，法語發音：[lebø]）是法国上法蘭西大區索姆省的一个市镇，属于佩罗讷区。

## 地理
莱伯（50°2'32"N, 2°51'46"E）面积5.97 平方千米，位于法国上法蘭西大區索姆省，该省份为法国北部沿海省份，北起加来海峡省和北部省，西接滨海塞纳省和大西洋英吉利海峡，南至瓦兹省，东临埃纳省。
与莱伯接壤的市镇（或旧市镇、城区）包括：博朗库尔、莫尔瓦勒、勒特朗卢瓦、然希、格德库尔。
莱伯的时区为UTC+01:00、UTC+02:00（夏令时）。

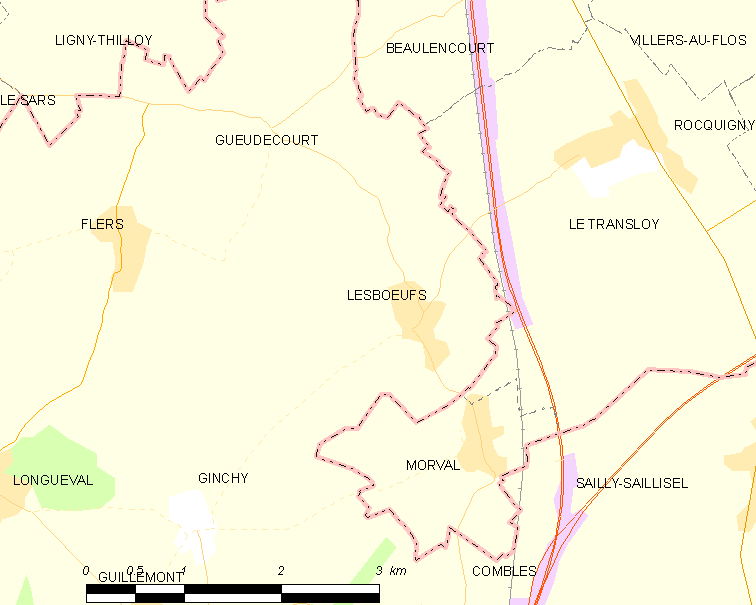
莱伯的OSM定位图

## 行政
莱伯的邮政编码为80360，INSEE市镇编码为80472。

## 政治
莱伯所属的省级选区为佩罗讷县。

## 人口

1962-2008年间莱伯人口变化图示

莱伯于2022年1月1日时的人口数量为167人。